# Noisecore
Noisecore (ang. noise – 'hałas') – niszowy nurt muzyki grindcore. 

## Charakterystyka
Charakteryzuje się skrajnym minimalizmem i nihilizmem, w warstwie instrumentalnej rzadko oparty jest na więcej niż jednym akordzie (lub power akordzie, często również używane są puste struny) na maksymalnie przesterowanej gitarze, luźnej – najczęściej slapowanej – partii basowej i sprowadzonego do najprostszej postaci beatu perkusyjnego; wokal jest gardłowo krzyczany, całkowicie odhumanizowany, co powoduje, że jak we wszystkich pokrewnych gatunkach jest zasadniczo niezrozumiały. W warstwie lirycznej, noisecore zbliżony jest niejako do goregrind'u, przy czym socjopatyczne teksty są układane bardzo wulgarnie i luźno, bez rytmiki, rymów, pełne są odniesień do samobójstw, narodowego socjalizmu, ludobójstwa, chorób śmiertelnych itp. jak też często mają na celu obrazę i poniżenie podmiotu.
Utwory wykonywane w tym gatunku najczęściej są krótkie, typowa płyta zawiera powyżej 40 utworów. Jednym z utworów, na jakim się wzorują wykonawcy jest You Suffer z repertuaru Napalm Death trwający sekundę.

## Historia
Za pionierów noisecore powszechnie uważa się amerykański zespół Anal Cunt, założony w 1988 r. przez Setha Putnama, jednak w rzeczywistości gatunek ten pojawił się od 1985 roku na australijskich demach zespołu Seven Minutes Of Nausea  oraz pod nazwą Mathcore  na wydanej w 1984 roku płycie My War z repertuaru zespołu Black Flag. W uznaniu tego faktu, wiele spośród grających później grup muzycznych wzięło udział w nagraniu albumu tribute zatytułowanego Black on Black. W ślad za Black Flag w podobnej stylistyce zaczęły tworzyć takie zespoły jak Converge, Coalesce, Botch, czy The Dillinger Escape Plan. Na początku lat dziewięćdziesiątych część zespołów wykonujących mathcore zaczęto określać wspólnym określeniem noisecore.
Z czasem liczba zespołów wykonujących noisecore zaczęła gwałtownie rosnąć, dzięki mediom społecznościowym oraz rozmaitym festiwalom, takim jak Obscene Extreme czy Maryland Deathfest gatunek na trwale wszedł do kanonu muzyki.